# Cidade Verde
Cidade Verde é uma sub-região do bairro de Nova Parnamirim, localizado na zona norte do município de Parnamirim, no Estado brasileiro do Rio Grande do Norte, famosa pela sua expansão imobiliária expressiva e por atrair famílias em busca de novas comodidades suburbanas.  Seu desenvolvimento confunde-se com a expansão urbana do município à leste do Aeroporto Internacional Augusto Severo, alcançando o limite geográfico de divisão com o município de Natal, em área de intensa conurbação. 
A principal via da localidade, a Avenida Gastão Mariz de Faria, sofreu forte especulação imobiliária e apresentou crescimento vertiginoso na primeira década do século XXI.

### Antecedentes
A região pertence a um plano de expansão urbana do Município de Parnamirim, denominado Loteamento Boa Esperança, adquirindo a razão social de Cidade Verde Empreendimentos Imobiliários Ltda, em 19 de agosto de 1997.
O terreno, medindo 812.557 metros quadrados de superfície, foi adquirido da Granja Marília Ltda e foi incorporado do mencionado plano de expansão imobiliária urbana.
Na década de 2000 e seguintes, a região passou por forte especulação imobiliária, atraindo famílias da capital do Estado e de outras localidades em compras de terrenos, apartamentos, construções imobiliárias projetadas e expansão de vias urbanas.